# Otto Koch (Pädagoge)
Otto Koch (* 28. Mai 1886 in Thionville, damals Diedenhofen (Lothringen); † 19. September 1972 in Meinerzhagen) war ein deutscher Reformpädagoge.

## Leben
Otto Koch wurde in der lothringischen Stadt Thionville, dem damaligen Diedenhofen, als Sohn eines Juristen im preußischen Militärjustizdienst geboren. Nach seinem Schulbesuch in Straßburg und Karlsruhe studierte Koch ab 1904 an verschiedenen Universitäten Englisch, Germanistik und Theologie. 1909 promovierte er zum Dr. phil. an der Universität Greifswald, wo er auch dem Wingolf beitrat. Dort schloss er 1911 auch sein Staatsexamen für das höhere Lehramt ab. Nach seiner Referendariatszeit am Reformrealgymnasium in Berlin-Wilmersdorf arbeitete er an der Oberrealschule mit Reformrealgymnasium in Berlin-Zehlendorf zunächst als Hilfslehrer und dann als Oberlehrer. 1918 trat Koch in die Sozialdemokratische Partei Deutschlands ein und gründete in Berlin-Zehlendorf gemeinsam mit Gleichgesinnten eine Jungsoziale Lehrergemeinschaft. Er gehörte 1919 zu den Gründungsmitgliedern des Bundes Entschiedener Schulreformer. Von 1919 bis 1921 war er als schultechnischer Mitarbeiter beim Provinzialschulkollegium in Hannover und danach sieben Jahre als Oberstudiendirektor an Gymnasien in Hildesheim und Hannover tätig. Ab 1928 fungierte er als Oberschulrat an den Provinzialschulkollegien Magdeburg und Brandenburg-Berlin. Im April 1933 wurde Koch von den Nazis zwangsweise vom Dienst beurlaubt. Erst im September 1945 konnte er an der evangelischen Heimvolkshochschule Wislade bei Lüdenscheid seine pädagogische Tätigkeit wieder aufnehmen. Nach seiner Berufung als Oberschulrat an das Provinzialschulkollegium in Münster folgte ab 1946 eine Tätigkeit zunächst als stellvertretender Kulturreferent in der Provinzialregierung Westfalen und bis 1951 als Ministerialdirektor im neugegründeten Land Nordrhein-Westfalen.
Kochs reformerisches und schulpolitisches Wirken als Lehrer, Schulleiter und Kultusbeamter zielte auf Demokratisierung und Humanisierung der deutschen Gesellschaft ab. Im Sinne sozialer Reformen dienten seine Bemühungen der Überwindung des von ihm selbst erlebten Erziehungselends in Schule und Familie. Die selbst durchlittenen körperlichen Züchtigungen und seelischen Grausamkeiten (Stockhiebe und andere Strafmaßnahmen wie z. B. Dunkelarrest) prägten Kochs Denken und Handeln nachhaltig. Seine Reformentwürfe, die er auch als Mitglied des von Fritz Helling und Paul Oestreich initiierten Schwelmer Kreises vertrat, machte er durch zahlreiche Aufsätze in Fachzeitschriften öffentlich. Die konkrete Umsetzung dieser Reformentwürfe gelang jedoch aufgrund starker konservativer Gegenkräfte nur in wenigen Fällen. Die zahlreichen negativen Erfahrungen, die Koch im Verlauf seiner beruflichen Tätigkeit sammeln musste, sind ein Beleg dafür, wie schwer es für Reformpädagogen in Deutschland war, angestrebte Schulreformen erfolgreich administrativ und politisch umzusetzen.

## Werke
- Die Bibelzitate in den Predigten Bertholds von Regensburg. Greifswald 1909
- Naturlehre in Versuchen – Eine Anleitung zur Durchführung von Versuchen für die Hand des Lehrers. Aulis Verlag Deubner & Co., Köln
  - Band I: Wärmelehre (1959)
  - Band II: Elektrizitätslehre (1959)
  - Band III: Optik (1961)
  - Band IV: Mechanik (1962)